# Хорхе Гарбахоса
Хорхе Гарбахоса Чапаро (шп. Jorge Garbajosa Chaparro; Торехон де Ардос, Шпанија, 19. децембар 1977) је бивши шпански кошаркаш. Играо је на позицији крилног центра.

## Клупска каријера

### Европа
Своју каријеру започео је 1994, у шпанској Таукерамици, а са њима је у сезони 1998/99. освојио шпански куп краља. Године 2000. одлази у италијански Бенетон где проводи наредне четири сезоне. Са Бенетоном је освојио два италијанска првенства, два купа и два суперкупа. У италијанском првенству је просечно постизао 12,3 поена и 6,0 скокова.
Од 2004. до 2006. играо је у шпанској Уникахи. Помогао је клубу у сезони 2005/06. освојити шпанско првенство и куп. Исте сезоне је у Евролиги у просеку постизао 14,9 поена и 6,6 скокова, док је у шпанском првенству постизао 13,3 поена (55% из игре, 81% са линије слоб. бацања) и 6,4 скокова. Изабран је за најкориснијег играча финала шпанског купа 2005. и финала шпанског првенства 2006. године.

### НБА
Дана 24. јула 2006. Репторси су званично објавили да су са Гарбахосом потписали трогодишњи уговор вредан 12.000.000 долара. С обзиром на своје велико искуство, Гарбахоса је сезону започео као члан прве петорке Репторса. У првом делу сезоне имао је одличан проценат шута и изабран је у Источној конференцији за најбољег новајлију месеца децембра.
Дана 26. марта 2007. Гарбахоса је против Бостон Селтикса задобио тешку повреду у којој је поредио леви зглоб. Првој операцији подвргнут је дан након повреде, а друга је уследила у децембру. Укупно је ван паркета провео шест месеци. У својој првој сезони је на 67. мечева у просеку постизао 8,5 поена и 4,9 скокова по утакмици, а на крају сезоне је изабран у прву поставу најбољих новајлија.
Након што му је клуб због могуће обнове повреде потколеничне кости забранио наступ за репрезентацију на Олимпијским играма 2008. у Пекингу, Гарбахоса је одлучио раскинути трогодишњи уговор од кога је још имао одрадити само последњу сезону. Дана 18. јуна 2008. званично је раскинуо уговор са Репторсима.

### Повратак у Европу
У јулу 2007. Гарбахоса је са руским прволигашем Химкијем потписао двогодишњи уговор вредан шест милиона евра. Након једне сезоне у Русији, Гарбахоса је напустио клуб и потписао уговор са шпанским Реал Мадридом. У марту 2011. раскинуо је уговор са Реалом. и потписао уговор са својим бившим клубом Уникахом. Са њима је играо до јуна 2012. када је одлучио да заврши каријеру.

## Репрезентација
Гарбахоса је био дугогодишњи члан шпанске кошаркашке репрезентације. Његово прво велико такмичење биле су Олимпијске игре 2000. у Сиднеју, а играо је још на две Олимпијаде, 2004. у Атини и 2008. у Пекингу. На Европском првенству 2001. освојио је бронзану медаљу, а са репрезентацијом је још освојио сребрне медаље на Европском првенству 2003. и Европском првенству 2007. На Светском првенству 2006. у Јапану освојио је златну медаљу, затим сребро на Олимпијским играма 2008. у Пекингу и златну медаљу на Европском првенству 2009. у Пољској.